# Шонер
Шонер — деревня в Шарканском районе Удмуртской республики.

## География
Находится в восточной части Удмуртии на расстоянии приблизительно 3 км на северо-восток по прямой от районного центра села Шаркан.

## История
Известна с 1932 года. До 2021 года входила в состав Шарканского сельского поселения.

## Население
Постоянное население составляло 126 человек в 2002 году (удмурты 89 %), 123 в 2012.